# CCC-Filmkunst
La CCC-Filmkunst GmbH est une société de production cinématographique allemande fondée en 1946 par Artur Brauner (1918-2019).
Ses studios sont situés au 49/51, Daumstraße, à Berlin-Haselhorst.

## Historique
Le 16 septembre 1946, Artur Brauner fonde avec son beau-frère, Joseph Einstein, la Central Cinema Comp.-Film GmbH au capital de départ de 21 000 reichsmarks. Après deux mois durant lesquels les autorités américaines ont refusé à l'entreprise le droit d'exister, Epstein se retire, laissant Brauner comme unique actionnaire.
Le premier film produit par CCC est Herzkönig de Helmut Weiss, sorti en 1947. Le second est bien plus ambitieux. Morituri d'Eugen York raconte l'histoire d'un Polonais qui a fui les camps de concentration. C'est un échec commercial, car plusieurs salles refusent de diffuser le film. En 1949, avec Mädchen hinter Gittern, Man spielt nicht mit der Liebe et Fünf unter Verdacht, CCC connaît le succès et parvient à financer des drames, des policiers, des comédies, des films d'auteur et des films d'exploitation.

### Les années 1950
CCC-Film poursuit la même ligne éditoriale au début des années 1950. Épilogue - Le mystère de l'Orplid (Helmut Käutner, 1950) et Les Yeux noirs (de) (Géza von Bolváry, 1951) sont des films engagés. Mais le public préférant des films légers, elle produit des comédies comme Der keusche Lebemann (Carl Boese, 1952), Raub der Sabinerinnen (de) (Kurt Hoffmann, 1954), des films d'aventures comme Maharadscha wider Willen (Ákos Ráthonyi, 1950), Stern von Rio (Kurt Neumann, 1954), et des mélodrames comme Die Privatsekretärin (Paul Martin, 1953) et Liebe ohne Illusion (Erich Engel, 1955).
Les films ambitieux sont La Trace conduit à Berlin (Franz Cap, 1952) et Le 20 Juillet (Falk Harnack, 1955). CCC-Film commence aussi des adaptations littéraires : Les Rats (Robert Siodmak, 1955, d'après la pièce de Gerhart Hauptmann.
CCC-Film acquiert une ancienne usine chimique à Berlin-Haselhorst pour y construire des studios. À la fin de cette décennie, ce sont les studios parmi les plus modernes en Europe.

### Les années 1960
La CCC se donne un générique d'ouverture avec la musique de Martin Böttcher qui est aussi le compositeur de la série de films inspirés de romans de Karl May : Au pays des Skipétars (1964),  Le Trésor de la vallée de la mort (Winnetou und Shatterhand im Tal der Toten, 1968).
Böttcher signe aussi les grandes productions et les films historiques : Le Tigre du Bengale et Le Tombeau hindou (Fritz Lang, 1959), Les Mystères d'Angkor (William Dieterle, 1960), Genghis Khan (Henry Levin, 1965), La Vengeance de Siegfried (Harald Reinl, 1967), Pour la conquête de Rome (Robert Siodmak, 1968). Il participe aussi à des films de série B de réalisateurs américains comme Hugo Fregonese et Russ Meyer.
Au milieu des années 1960, sous l'influence de la Nouvelle Vague en France, Brauner finance des films très personnels. Il se risque sur Je le veux vivant (de) d'Edwin Zbonek qui est un échec critique et commercial. La CCC poursuit les adaptations de Karl May : les westerns Les Cavaliers rouges, Les Mercenaires du Rio Grande et Die Pyramide des Sonnengottes, les orientalistes Mission dangereuse au Kurdistan (Durchs wilde Kurdistan) de  Franz Josef Gottlieb et Au royaume des lions d'argent avec la grande vedette Lex Barker, ainsi que les suites du Docteur Mabuse.

### Depuis les années 1970
En 1970, la CCC-Film coproduit avec l'italienne Documento Film Le Jardin des Finzi-Contini de Vittorio De Sica, qui est sélectionné pour l'Oscar du meilleur film étranger.
Au début des années 1970, Brauner ferme les studios et licencie 85 salariés qui remontent Filmatelier Haselhorst. Brauner engage la CCC sur des projets au coup par coup : Sie sind frei, Dr. Korczak (de) (Aleksander Ford, 1974), Un amour en Allemagne (Andrzej Wajda, 1983), Hanussen (István Szabó, 1988)... Brauner porte un intérêt particulier aux films traitant des crimes du national-socialisme : La Rose blanche (Die weiße Rose) (Michael Verhoeven, 1982), Europa Europa (Agnieszka Holland, 1990), Babij Jar (de) (Jeff Kanew, 2003), Der letzte Zug (Joseph Vilsmaier et Dana Vávrová, 2006). En 2009, Brauner fait don de vingt-et-un « films contre l'oubli » liés à l'Holocauste au mémorial Yad Vashem.

## Source, notes et références
1. ↑  CCC sont les initiales de l'anglais Central Cinema Company.

- (de) Cet article est partiellement ou en totalité issu de l’article de Wikipédia en allemand intitulé « CCC-Filmkunst » (voir la liste des auteurs).